# Scheloribates praelineatus
Scheloribates praelineatus är en kvalsterart som beskrevs av Hammer 1977. Scheloribates praelineatus ingår i släktet Scheloribates och familjen Scheloribatidae. Inga underarter finns listade i Catalogue of Life.